# Genomică
În biologie, genomica unui organism reprezintă totalitatea informațiilor sale ereditare și codul său ADN (sau, pentru virusuri, ARN). Genomica este știința care se ocupă cu dezvoltarea și aplicarea noilor tehnici și proceduri de cartare, secvențiere și analiză computerizată în studierea genomurilor integrale ale organismului.
Are trei ramuri:
- Genomica structurală - se ocupă cu cartarea genetică și fizică și secvențierea genomurilor integrate.
- Genomica funcțională - studiază funcțiile genelor și a secvențelor necodificate la nivelul întregului genom.
- Genomica comparată - se ocupă cu studiul comparativ, privind organizarea genomurilor diferitelor specii pentru a cunoaște funcțiile fiecărui genom și a mutațiilor genetice pe care le-au suferit genomurile.